# Vallières (Haiti)
Vallières (Haitianisch-Kreolisch Valyé) ist eine Gemeinde im Département Nord-Est von Haiti und Hauptort des gleichnamigen Arrondissements.

## Geschichte
Der Ort Vallières wurde in der französischen Kolonialzeit im Jahr 1773 gegründet.
Er war Schauplatz heftiger Kämpfe im Rahmen der Sklavenaufstände der 1790er Jahre. Die Franzosen mussten schwere Abwehrkämpfe überstehen, bis sie sich zurückzogen und zeitweise britische Truppen Vallières kontrollierten. Auch sie zogen sich im Jahr 1797 zurück.
Im Januar 1803 folgte Valliere dem Beispiel von Dondon und Plaisance und lehnte sich gegen Dessalines auf.
1865 schloss sich Vallière der Seite von Präsident Salnave an, der sich gegen Präsident Geffrard gestellt hatte.
Im Jahr 1915, während der amerikanischen Besatzung, suchten die Cacos in Vallières Zuflucht. Die Amerikaner griffen sie an und zerstörten ihre Lager mit Dynamit.

## Lage und Beschreibung
Neben dem Zentrum Ville de Vallières und dem Viertel Quartier Grosse Roche bestehen drei ländliche Gemeindebezirke:
1. Trois Palmiste mit Bois Rouge, Bois Viaud, Borne Tante, Brouillard, Débauche, Delpèche, Dimini, Doute, Etrennes, La Croix, Losier, Nan Français, Nan François, Nan Tampe, Pascale, Ti Maître, Toquette, Trois-la-Passe, Trois-Platons und Viaud,
2. Grosse Roche (Landbezirk) mit Baye, Biassou, Bran-Noel, Camizar, Candy, Cariver, Chassin, Chevalier, Codaty, Duverny, Gros-Morne, La Pallière, La Préville, Magriton, Mayombé, Savane Coton, Terre Rouge und Ti Bal sowie
3. Corosse mit Bois Poux, Ducanelle, Haut-Platon und La Selle.

Vallières ist eine abgelegene Gemeinde im Bergland, die über Wege und Pisten von der Route Nationale RN-3 aus erreichbar ist.